# Église Saint-Jacques de Salles
L'église Saint-Jacques de Salles est une église catholique située à  Salles, dans le département français des Hautes-Pyrénées en France dans le Lavedan.

## Localisation
Elle se situe au centre du village.

## Historique
L'église, de style roman, a été remaniée aux XVIIe siècle et XVIIIe siècle.
En 1380, les cloches permirent à Gaston Fébus de se rendre compte qu’il avait recouvré l’ouïe alors qu’il se rendait à Cauterets.
Pour ses parties les plus anciennes, l'église est datée du XIIe siècle. En 1342, elle devient l'archiprêtré de l'Estrèm de Salles, l'un des quatre archiprêtrés du Lavedan.
L'importance de la commune justifie qu'en 1723 une première chapelle latérale soit ajoutée à l'église qui était devenue trop petite comme le mentionne l'acte passé par le notaire d'Argelès-Gazost le 12 mai 1723. Pour les mêmes raisons, en 1858, le conseil municipal décide de construire au sud une deuxième chapelle.

## Architecture
Le clocher est en forme de dôme à impériale, et son chevet est semi-circulaire.
Le retable baroque a été acheté à la chapelle Notre-Dame de Pouey-Laün en 1734

## Galerie de photos

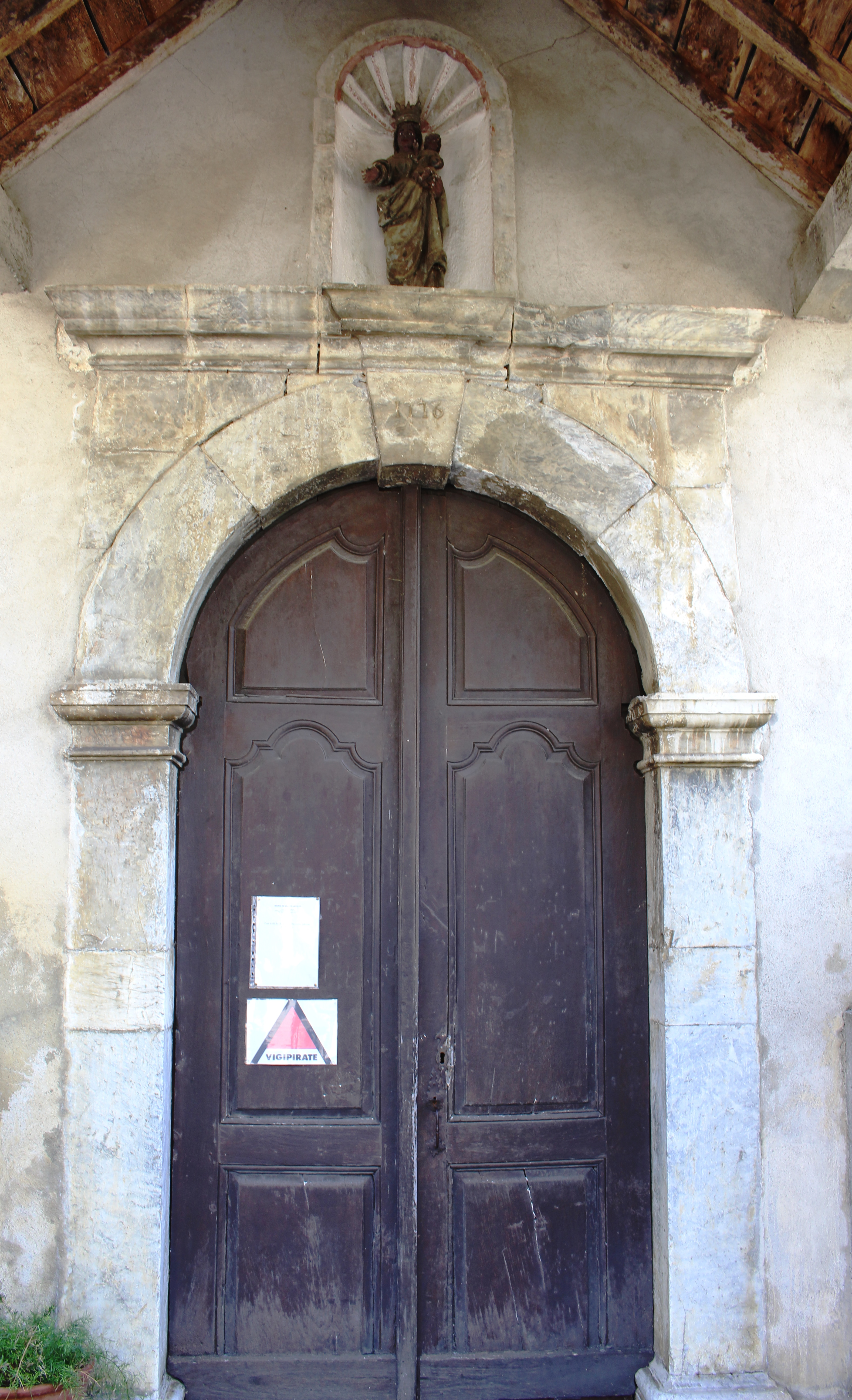
entrée
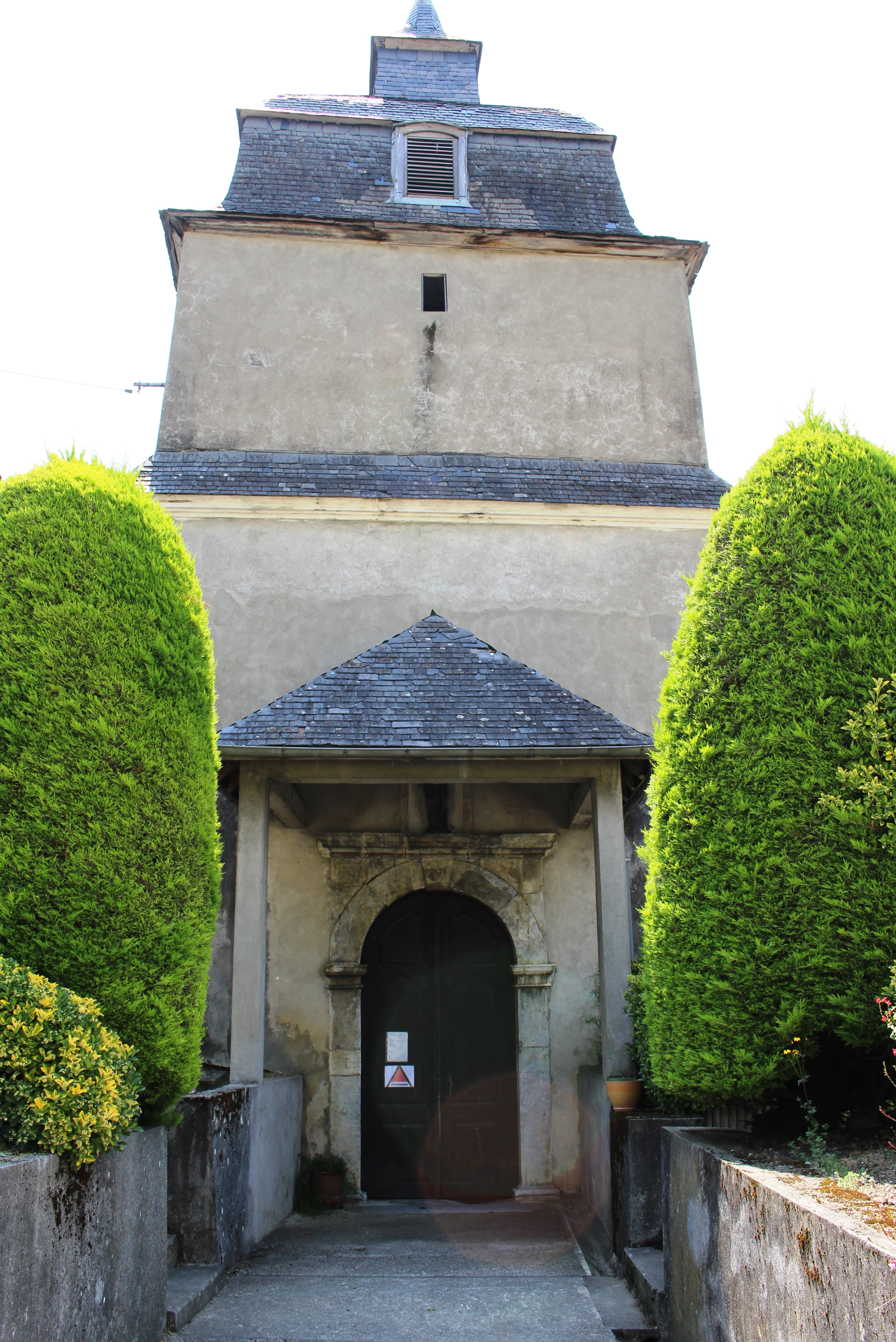
clocher